# San José de la Cocha
San José de la Cocha es una localidad argentina ubicada en el Departamento La Cocha de la Provincia de Tucumán. Se encuentra al oeste de la Ruta Nacional 38, 4 km al norte de La Cocha.
Es una zona de producción tabacalera. La localidad cuenta con un centro de desarrollo de hidroponía.

## Población
Cuenta con 123 habitantes (Indec, 2010), lo que representa un leve descenso del 1,6% frente a los 125 habitantes (Indec, 2001) del censo anterior.